# David Assarsson
Berndt David Assarsson (14 de janeiro de 1892 - 31 de dezembro de 1955) foi um padre católico sueco, monsenhor, autor histórico e salmista que residia em Helsingborg e Estocolmo. Ele fez esforços para desenvolver o catolicismo romano na Suécia. Ele nasceu em Lund e morreu em Helsingborg. 

## Carreira
Ele escreveu o livro Fädernas kyrka: En programskrift (1918). Em 1920, ele concordou em editar a revista católica Credo e serviu como editor até 1937.   Em 1922, ele traduziu " Lead, Kindly Light ", de John Henry Newman, para o sueco. Ele foi editor do Psalmer för kyrkoåret ("salmos para a Igreja") em 1937 e da edição de 1950 do livro de salmos de Cecilia [ sv]. Ele trabalhou contra a proibição sueca de criar mosteiros católicos, fazendo referência a declarações públicas sobre liberdade religiosa e à permissão da Noruega e da Dinamarca para tais mosteiros. 

## Publicações
- Fädernas kyrka: En programskrift. Stockholm, 1918.
- Det skånska problemet. Stockholm, 1923.
- Den katolska kyrkan i Sverige i närvarande tid. Stockholm, 1925.
- Katolska kyrkan i Sverige. Uppsala, 1938.
- Skånelands historia i Skånelands skolor. Lund, 1949.
- Katolska kyrkan i Sverige. Göteborg, 1953.